# 斯韋德魯普鎮區 (北達科他州格里格斯縣)
斯韋德魯普鎮區（英語：Sverdrup Township）是位於美國北達科他州格里格斯縣的一個鎮區。

## 地方資料
斯韋德魯普鎮區的面積為93.36平方千米，當中陸地面積為93.27平方千米，而水域面積為0.09平方千米。根據2020年美國人口普查的數據，當地共有人口75人，而人口密度為每平方千米0.8人。